# Ранвик (залив)
Заливът Ранвик (на английски: Ranvik Bay) е залив в югоизточната част на море Съдружество, част от акваторията на Индоокеанския сектор на Южния океан, край бреговете на Източна Антарктида, Бряг Ингрид Кристенсен на Земя принцеса Елизабет. Заема най-южната част на големия залив Прюдс, като е разположен между о-вите Свенер на запад и о-вите Рьоуер на североизток и се вдава в сушата на 28 km. От юг в него се „влива“ ледникът Ранвик, а от югоизток – ледника Кейос.
Заливът е открит на 20 февруари 1935 г. от норвежкия капитан Клариус Микелсен (1887 – 1942), който го наименува в чест на имението Ранвик в Норвегия на своя работодател Ларс Кристенсен.